# Lothar Bolz

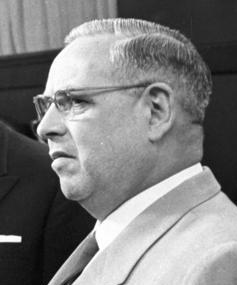
Lothar Bolz (1959)

Lothar Bolz (Gleiwitz, 3 september 1903 – Berlijn, 29 december 1986) was een Oost-Duits politicus. Lothar Bolz van 1921 tot 1925 rechtswetenschappen, kunst- en literatuurgeschiedenis in München. Daarna werkte hij als advocaat. In 1930 werd Bolz lid van de communistische partij (KPD). Na de machtsovername van de nazi's in 1933 moest hij als advocaat stoppen. Hij emigreerde vervolgens naar de Sovjet-Unie en was daar leraar aan het Marx-Engels Instituut te Moskou. Van 1941 tot 1945 verzorgde hij de "anti-fascistische" omscholing van in Russische krijgsgevangenschap geraakte Wehrmacht-militairen van het Duitse leger.
In 1947 keerde Bolz naar Duitsland terug en vestigde zich in de Sovjet-bezettingszone. In opdracht van de Sozialistische Einheitspartij Deutschlands (communisten) nam hij het voorzitterschap van de Nationaal-Democratische Partij (NDPD), een communistische satellietpartij, op zich. Hij bleef voorzitter van de NDPD tot 1972, toen hij werd opgevolgd in die functie door Heinrich Homann. Sedert 1949 was hij lid van de Volkskammer en van 1949 tot 1953 minister van Opbouw. Van 1950 tot 1967 was hij vicepremier en van 1953 tot 1965 als opvolger van de in ongenade gevallen Georg Dertinger (CDU), minister van Buitenlandse Zaken. Bolz was tevens vanaf 1950 lid van het presidium van het Nationale Front.

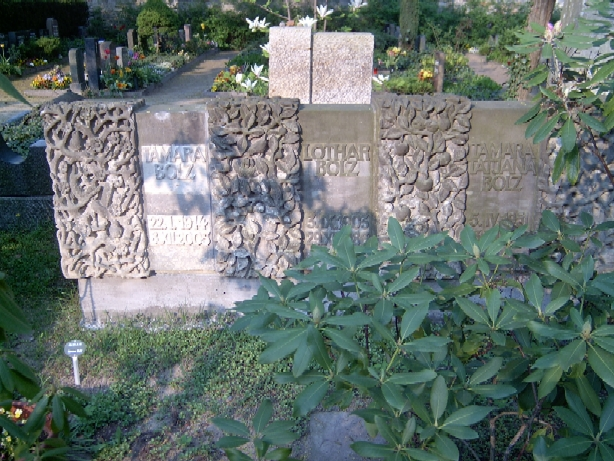
Bolz' graf

Van 1968 tot 1978 was hij voorzitter van de Vriendschapsvereniging Duitsland-Sovjet-Unie. Bolz werd talrijke malen onderscheiden (o.a. Vaderlandse Verdienstenorde).  